# Word of Mouth marketing
Word of Mouth marketing (zkráceně WOMM) je každá ústní komunikace v rámci spotřebitelského chování. Takový marketing se odkazuje na ústní sdělení informací o produktu mezi přáteli, rodinou a kolegy. Jde také o jeden ze způsobů, kterými je přenášen buzz marketing.

## Word of Mouth Marketing
| „ | Jedná se o pohnutky spotřebitelů poskytnout informace dalším spotřebitelům. Dává lidem důvody mluvit o produktech a službách.“ | “ |

Jedná se tedy o osobní upřímné doporučení produktu, služby či značky. V tomto případě se jedná o typ osobního kontaktu, považovaného za autentický a především je iniciován samotným zákazníkem.
Dave Blater dále zdůrazňuje, že v případě WoMM nemůžeme tvrdit, že se jedná o totožnou praktiku, jako buzz marketing nebo viralní marketing. Nejde ani o marketing, v němž je nasazena osoba, která za úplatu o společnosti a jejím produktu hovoří na veřejnosti. WoMM je čestný marketingový nástroj, který sdílí skutečné názory a informace, týkající se značky, firmy či produktu. Nedostatkem je však jeho nemožnost urychlení, nebo zpomalení.

## Cíl WoMM
Cílem WoMM je tvorba či podpora aktivit, které se snaží pozitivně pomoci produktu tak, aby se o ní co nejvíce mluvilo. Důležitým prvkem je vytvoření WoMM příběhu. Tento příběh je důležitý především z toho důvodu, že buduje důvěryhodnost produktu, na rozdíl od reklamy klasické. Klasická reklama bývá často vnímaná s nadsázkou a nedůvěrou.

## Negativní WoMM
WoMM ovšem funguje také ve sdělování negativních zážitků. Výstižně tuto skutečnost popsal Sergio Zyman ve své knize Konec reklamy, jak jsme ji dosud znali: „Udělejte něco senzačního a lidé to mohou, ale nemusí říct svým přátelům. Udělejte nějakou chybu a řeknou to všem lidem, co znají, a to tak rychle, jak jen to bude možné ." Negativní WoMM má pro firmu výbornou zpětnou vazbu, díky které může reagovat a zaměřit se tak na nedostatky, které zákazníci vnímají. Negativní WoMM může také vyvolat silný rozruch a vytvořit ve společnosti nežádoucím způsobem. To se však často obrací do pozitivní stránky, protože lidé, kteří mají produkt v oblibě, mají potřebu na záporné komentáře reagovat a díky nim je tvořen WoMM pozitivní.
Zdroje WoMM komunikace zpravidla probíhá mezi třemi segmenty lidí:
1. Odborníci s odborníky,
2. Odborníci se širokou veřejností,
3. Široká veřejnost s širokou veřejností.

## Techniky WoMM
Zkušenosti s produktem či službou lze získat přímou nebo nepřímou cestu. V případě přímé cesty je zakoupení a vyzkoušení daného výrobku. Jedná se však o riskantní, finančně nákladnou metodu, která může vést ke zklamání spotřebitele. Proto je v mnoha případech lepší nepřímá cesta, která souvisí s WoMM a to tak, že koupíme produkt na základě doporučení. Spotřebitel má dopředu představu o produktu a proto ví, do čeho jde a co má očekávat. Silverman navíc uvádí: „Když člověk zvažuje nákup produktu, hledá možnosti, jak produkt vyzkoušet. Propagace je často informativní, abstraktní a působí, jako by nebyla z reálného světa. Člověk zde musí zapojovat svoji představivost. Proto je ideální s minimálním rizikem produkt vyzkoušet v reálném světě."
Dle Outbreak se WoMM dělí dále na:
- Organický WoMM – vznikající obyčejnou spokojeností zákazníků s výrobkem či službou. Fungující na základě přirozených principů. Značky, se kterými jsou spotřebitelé spokojeni a mají s nimi mimořádnou zkušenost, dále doporučují ve svých sociálních okolích.
- Zesílený WoMM – vznikající naopak výsledkem cíleně vytvářenými a podporovanými aktivitami marketérů[7].

## Techniky zesíleného WoMM
Mezi techniky, vyvolávající komunikační rozruch ohledně propagovaného produktu lze řadit:
- Opinion leaders,
- Community marketing,
- Virální kampaň,
- Buzzová kampaň,
- Product seeding,
- Zákaznická spolutvorba,
- Evangelist marketing,
- Referral programs,
- Brand blogging.

## Vlastnosti WoMM
Účinnosti WoMM mají na svědomí následující charakteristické vlastnosti a důvody:
- Jedná se o nejvlivnější a nejpřesvědčivější marketingový nástroj,
- Největší předností je předávání informací na základně zkušeností,
- Je důvěryhodný, protože je nezávislý o stává se součástí samotného výrobku,
- Sám se tvoří, buduje, roste exponenciálně, někdy až explozivně,
- Není limitován rychlostí, ani rozsahem,
- Může pocházet z jednoho zdroje nebo z relativně malé skupinky zdrojů,
- Extrémně závislý na původci zdroje,
- Může být efektivní úsporou práce i času,
- Často je negativní, ale právě tyto negativa mohu být pozitivní,
- Může se velmi levně stimulovat, zesilovat a udržovat[8]

## Limity WoMM
Stejně jako každá forma propagace i WoMM má své limity. Lidé začnou o produktu hovořit nejčastěji ve spojitosti s novým výrobkem nebo při zvláštní modifikaci stávajícího produktu. To potvrzuje i tvrzení Laurina: „Tato forma komunikace je nejvhodnější pro propagaci nových produktů na trhu, výrobků zastoupených velkým množstvím ambasadorů nebo pro produkty a služby, jejichž spotřeba či užití lze spojit s nějakým silným zážitkem.“ Mezi další limity, WoMM lze zařadit nemožnost řízení, ovládání nebo zastavení. Jediné, čeho jsou marketéři schopni je nastartování kampaně, které rozhodně není jednoduché. Dalším závažným limitem pro WoMM je jeho obtížná měřitelnost.

## Měření WoMM
Měření WoMM kampaní je takřka nemožné. WoMM komunikace totiž může probíhat ve formě intimního rozhovoru dvou známých lidí na ulici, ale může jít také o prezentaci mezi pěti tisíci lidmi na fotbalovém stadionu. WoMM tak není obsažen pouze v jednom médiu, jeho rychlost šíření je proměnlivá, nepřichází pravidelně v určeném čase a nelze vypnout. Ve WoMM kampaních lze měřit pouze první interakci, a to prostřednictvím zpětné vazby od první linie zákazníků, se kterými společnost udržuje kontakt. Pokud však oslovení zákazníci z druhé linie osloví další, společnost se o tom již nedozví a zpětnou vazbu tak nemá.

## Tvorba WoMM kampaně
K tomu, aby uživatel byl schopen využít WoMM, jako komunikaci se svými klienty je nezbytné věnovat se následujícím šesti bodům:
1. Pochopit, proč by si zákazník měl koupit právě náš produkt, vzhledem k jeho hodnotám a prioritám,
2. Určit převládající typ zákazníků na trhu,
3. Určit co je potřeba udělat, aby byl produkt na trhu přijat,
4. Na základě předešlých bodů určit obsah WoMM
5. Identifikovat, navrhnout a vytvořit zdroje pro šíření WoMM, tak aby byl přesvědčující a motivující
6. Navrhnout a vytvořit WoMM kampaň.